# 赴戰江
赴战江是朝鲜民主主义人民共和国的一条河流，为鸭绿江支流长津江的支流。赴战江位于咸镜南道盖马高原西侧。源于赴战岭山脉的高大山（1763米），自南向北流。长121公里，流域面积1838平方公里。建有赴戦江発電所形成了赴战湖。

## 历史
1925年夏天久保田豊开始实地调查。调查和勘测用了大约6个月的时间。1926年1月27日，日窒康采恩全资设立朝鮮水電株式会社。1929年10月建成赴戦江発電所大坝，形成了面积约24平方公里、海拔1200m的赴战湖。赴戦湖的湖水通过27.5km的隧洞注入咸鏡山脈南麓的城川江，提供20万KW的電力给“朝鮮窒素肥料株式会社興南工場”使用。
随后，赴戰江梯级水电站共建成发电所4座，拦河大堤3座，总装机20.1万千万。1932年建成。